# BOTEJYU Group ホールディングス
BOTEJYU Group ホールディングス株式会社（ボテジュウグループホールディングス、英: BOTEJYU Group H.D）は、大阪府大阪市西成区の企業。ぼてぢゅうグループの中心となる企業である。
「他人を理解し、己を知る、人づくり企業」を経営ビジョンに掲げ、お好み焼を含めたさまざまな日本食文化の保護と世界への発信をおこなっている。同グループは「ぼてぢゅう」の商標権を保有している。
「大阪ぼてぢゅう」、「ぼてぢゅう総本家」とは経営母体が異なる。

## 概要
ぼてぢゅうグループは、お好み焼の飲食店チェーン「ぼてぢゅう」をはじめとする、さまざまな日本食文化、特にご当地グルメ、B級グルメの発信に力を入れている飲食店チェーンのグループ。
「地域とともに、食で日本を元気にしていく」というスローガンのもと、お好み焼に限らず日本全国のご当地グルメを通じた地域活性化の活動を行っている。
同社の「ご当地グルメと地域活性化」および「提携ご当地グルメ」では、日本全国のご当地グルメ、B級グルメのリストを閲覧できる。
ぼてぢゅうグループは、現社長栗田英人の父、北村貞次が1962年（昭和37年）7月、のれん分けを受けて創業した。
1965年に渋谷東急プラザB2Fに「ぼてぢゅう」渋谷店をオープンしたのを皮切りに、東京に進出。その後、関西と東京を中心に広く展開する。
現在、焼そばが入ったお好み焼として広く知られる「モダン焼」は、「ぼてぢゅう」のまかないだったものがメニューとして取り入れられた近代的を指す「モダン」ともりだくさん焼という当時の通称をあわせて「モダン焼」と名付けられたとされている。
北村氏の長男である当時39歳だった栗田英人が2001年11月に社長就任後、「お客様に安くお腹いっぱい食べて貰う」という考えのもとさまざまな外食店の展開をおこない、2007年には焼そば専門店でフードコートに進出している。

### グループ名の由来
お好み焼きの生地を“ぼて”と返して“ぢゅう”と焼くリズムから名付けられた。西野栄吉が1946年に大阪・玉出で創業したときの店名を「ぼてぢゅう」にしたのが発祥。
その後、「株式会社ぼてぢゅう総本家」から北村貞次が1962年にのれん分けを受けて、ぼてぢゅうの名前で店舗を展開。現在の「BOTEJYU Groupホールディングス株式会社」に繋がっている。五感を刺激する5つのこだわりのひとつとして、聴覚に「ぼて！ぢゅう！」を挙げるなど、お好み焼きを焼き上げる音への強い愛着を持っている。

## ぼてぢゅうの登録商標
屋号などに「ぼてぢゅう」を使用している店舗はグループ外にも「大阪ぼてぢゅう」をはじめとして複数あるが、「ぼてぢゅう」、「BOTEJYU」の登録商標は、ぼてぢゅうグループが所有している。
また、国際登録で「ぼてぢゅう」、「BOTEJYU」が商標登録されている。

### ぼてぢゅうの商標に関する訴訟
BOTEJYU Group ホールディングスが商標権を持つ「ぼてぢゅう」の表記をめぐって、「ぼてぢゅう」の名称を使用する他の企業との訴訟に発展しているケースがある。
北山食品工業株式会社の「ぼてぢゅう総本家」商標使用の差し止めをおこない、令和4年1月19日に勝訴している。
「ぼてぢゅう」の商標に関しては、昭和55年10月2日に大阪ぼてぢゅうとの和解が成立しており、関西以西の地域において「ぼてぢゅう」 の標章を使用することを認められている。

## 経営理念
社是に「桃李成蹊」を挙げており、日本の食文化を守って牽引することをビジョンとして掲げている。
ご当地グルメによる地域活性化だけでなく、世界に日本食文化を広げることを使命のひとつに挙げている。
その背景には、お好み焼は戦後復興期に生まれて食文化として根付いたことがあり、同様に日本各地に根付いたご当地グルメと文化背景を通じた地域活性化を目指している。 
また、「世界の多様な人と一緒に成長する」という考えのもと、ダイバーシティを推進しており、多様な年齢や性別、学歴、国籍を受け入れることでダイバーシティ経営を目指している。
その一環として栗田英人社長が理事を務める一般財団法人 日本アジア振興財団を支援している。
食を通じた海外の支援では、2021年からは全国24店舗の「ぼてぢゅう®」で、「国際協力支援特別メニュー」を提供しており、売上の一部を寄付する形で国際協力NGOAMDA社会開発機構への支援を行っている。

### ご当地グルメと地域活性化支援[14][15]
ぼてぢゅうグループでは、地域社会全体の持続可能性を高めるため、日本全国のご当地グルメの地元で調理法や風土を学び、材料を該当地域から仕入れることで、現地の生産者やメーカーの需要拡大につなげる活動を行っている。
また、ご当地グルメの保護団体から認証を得た料理を店舗で提供しており、「ご当地グルメでまちおこし団体連絡協議会」が開催するB-1グランプリの活動支援も行っている。
2013年には経済産業省の主導するクールジャパンの一環としてタイのバンコクで行われた「Japan Food Culture Festival 2013」にも出店した。

## 海外における日本食文化の発信
「本物×伝統×美味」を価値として掲げ、日本食文化の浸透に注力している。お好み焼だけでなく、ほかの企業と協業してラーメンや寿司、うどんのようなカジュアルな日本食のほかに、どら焼などの和菓子も取り扱っている。
2022年にはどら焼き機の国内シェア90％を持つ「株式会社マスダック」とパートナーシップを提携し、グローバルな展開を目指す。
また、2022年9月からフィリピンの「BOTEJYU Philippines」と「BOTEJYU RamenHouse」で日本米の提供と販売をしている。フィリピンでは初の日本産米が食べられるレストランとなった。
海外に日本食文化を広げる理念をもとに、フィリピンとベトナムに計125店舗を展開している。

### 海外への事業展開
1978年にアメリカ・ハワイで海外1号店をオープンし、中国、韓国、台湾、シンガポール、タイ、ベトナム、フィリピンに進出した。
海外で展開する「BOTEJYU」は、お好み焼、モダン焼、たこ焼きなどの大阪グルメを中心に、ラーメンや丼ぶり、寿司、刺身、天ぷらなどの日本全国のご当地料理を幅広く提供する、日本食レストランとしての営業形態を持つ。
114店舗（2025年7月現在）を展開するフィリピンでは、現地のエンターテイメントメディア複合企業「VIVA Communications Inc」と基本合意書を締結。
2022年に「BOTEJYU® Ramen House」1号店をオープンし、その後3店舗まで出店を増やしている。

#### 海外初出店の歴史
- 1978年9月：ハワイにBOTEJYU ワイキキ店
- 2003年1月：中国にBOTEJYU 上海古北店
- 2008年10月：シンガポールにBOTEJYU ビボ・シティ店
- 2011年8月：韓国にBOTEJYU D・キューブシティ店
- 2012年10月：台湾にBOTEJYU 統一阪急店
- 2015年5月：タイにBOTEJYU バンコク日本街店
- 2016年7月：ベトナムにBOTEJYU Saigon Center Takashimaya
- 2016年7月：フィリピンにBOTEJYU SM Mall of Asia

## 「ぼてぢゅう」の歴史
- 1946年6月：西野栄吉夫妻が大阪市西成区玉出でお好み焼店「ぼてぢゅう」を開業[6]
- 1955年：マヨネーズのトッピングがタカラジェンヌの間から人気を博し、定番の取り合わせとなる[4]
- 1957年：西野が宗右衛門町に「ぼてぢゅう総本家」を開業[6]
- 1962年7月：北村貞次市が「ぼてぢゅう」の「のれん/商標」を継承し、お好み焼店を開業[4]
- 1963年6月：ぼてぢゅう住吉店を開設[24]
- 1978年9月：日本国外に初進出し米国にBOTEJYU (HAWAII) INC.を設置、ワイキキ店（現在は閉店）を開設[24]
- 1980年10月：大阪ぼてぢゅうと和解契約公正証書を交わし、商標について条件付きでの使用を認める[24]
- 1996年6月：創業50周年を迎える。
- 2001年11月：栗田英人が「ぼてぢゅうグループ」を継承して代表に就任[24]
- 2003年1月：中国に初進出し、上海古北店（現在は閉店）を開設、以後アジア方面への海外進出を進める[24]
- 2021年11月：「元祖 とん玉」が令和3年度「大阪産（もん）名品」に認証[26][27]
- 2022年1月：北山食品工業株式会社の「ぼてぢゅう総本家」商標使用の差し止め訴訟に勝訴[12]。

## ぼてぢゅうブランド
現在、BOTEJYU Groupホールディングス株式会社が運営する傘下のブランドは以下の17種類。
- ぼてぢゅう®
- ぼてぢゅう本店®
- BOTEJYU®
- BOTEJYU RAMEN HOUSE®
- BOTEJYU SAN®
- ぼてぢゅう食堂®
- ぼてぢゅう酒場®
- ぼてぢゅう屋台®
- Japan Traveling Restaurant®
- 大阪 くり田®
- ぼてや®
- てっぱん屋台®
- 全国ご当地グルメ屋台®
- 全国ご当地丼ぶり屋台®
- ゆうたく®
- Yogorino
- BASTA HiRo®

## ぼてぢゅう グループの国内店舗[23]
茨城
- ぼてぢゅう屋台 Pasar守谷店

東京都
- ぼてぢゅう 渋谷店
- ぼてぢゅう 池袋東武店
- ぼてぢゅう 新宿サブナード店
- ぼてぢゅう アトレ大井町店
- ぼてぢゅう 御徒町店
- ぼてぢゅう 調布パルコ店
- ぼてぢゅう食堂 西葛西店
- ぼてや アクアシティ店
- てっぱん屋台 ダイバーシティ東京プラザ店
- 大阪くり田 新宿サブナード店

神奈川県
- ぼてぢゅう アゼリア川崎店
- ぼてぢゅう 横浜ランドマーク店
- ぼてぢゅう ウイング上大岡店
- てっぱん屋台 ららぽーと湘南平塚店
- てっぱん屋台 三井OP横浜ベイサイド店

千葉県
- 道頓堀 くり田 成田国際空港店
- ぼてぢゅう屋台 ビビット南船橋店
- ぼてぢゅう屋台 酒々井アウトレット店
- ぼてぢゅう屋台 成田国際空港店
- ご当地グルメ屋台 セブンパークアリオ柏店
- yogorino 海ほたる店

埼玉県
- ぼてぢゅう屋台 三井アウトレットパーク入間店
- 日本ご当地グルメ屋台 ふかや花園プレミアムアウトレット店

静岡県
- 静岡ご当地グルメ屋台 御殿場プレミアムアウトレット店

愛知県
- Japan Traveling Restaurant by BOTEJYU  中部国際空港店

大阪府
- Japan Traveling Restaurant by BOTEJYU 関西国際空港店
- ぼてぢゅう本店 道頓堀
- ぼてぢゅう 1946 関西国際空港店
- ぼてぢゅう 新大阪駅店
- ぼてぢゅう 梅田店
- ぼてぢゅう 阪急サン広場店
- ぼてぢゅう HEPナビオ店
- ぼてぢゅう 天王寺ミオ店
- ぼてぢゅう 住吉店
- ぼてぢゅう 天保山店
- 大阪くり田 かっぱ横丁店
- ぼてぢゅう屋台 イオンモール大阪ドームシティ店

兵庫県
- ぼてぢゅう 神戸ハーバーランド店
- ぼてぢゅう屋台 イオンモール伊丹店
- ご当地グルメ屋台 阪急西宮ガーデンズ店
- 全国ご当地丼ぶり屋台 神戸三田アウトレット店